# Эчеваррия, Паула
Паула Эчеваррия Колодрон (исп. Paula Echevarría Colodrón; род. 7 августа 1977, Кандас, Испания) — испанская актриса кино и телевидения.

## Биография
Родилась 7 августа 1977 года.
В кино дебютировала в 2000 году. Наибольшую известность Пауле принесла роль Аны Рибера Лопес в телесериале «Галерея Вельвет».

### Личная жизнь
С 2006 года замужем за певцом Давидом Бустаманте. Спустя два года у пары родилась дочь Даниэла
В 2017 году было объявлено о кризисе в их отношениях и возможном расставании. В марте 2018 года стало известно, что развод состоялся и официально оформлен, а Паула вступила в отношения с футболистом Мигелем Торресом.

## Фильмография
- 7 жизней (2000) — Росио
- Партнёры (2000) — Паула
- После окончания школы (2001) — Берта
- Полицейские, в сердце улиц (2001) — Эва
- Комиссар (2002 / 2007) — Клара Осма / Сандра
- Хуже некуда (2002) — девушка № 2
- Лондонская улица (2003) — Нурия
- Кармен (2003) — Марисоль
- Их шоколад (2004) — Патрисия
- Глупости Дон Кихота (2006) — Альтисидора
- Ярко-красный (2006) — Ана
- Воскресный свет (2007) — Эстрелья
- Майская кровь (2008) — Инес
- Большой резерв (2010 / 2013) — Лусия Реверте
- Приют отшельника (2012) — Карла
- Галерея Вельвет (2014 / 2016) — Ана Рибера
- Коллекция Вельвет (2017 / 2019) — Ана Рибера

## Награды и номинации
2011
- Zapping Awards: Лучшая актриса (Большой резерв) — номинация
- ATV Awards: Лучшая актриса (Большой резерв) — номинация

2017
- Fotogramas de Plata: Лучшая актриса на ТВ (Галерея Вельвет) — победа